# Folie

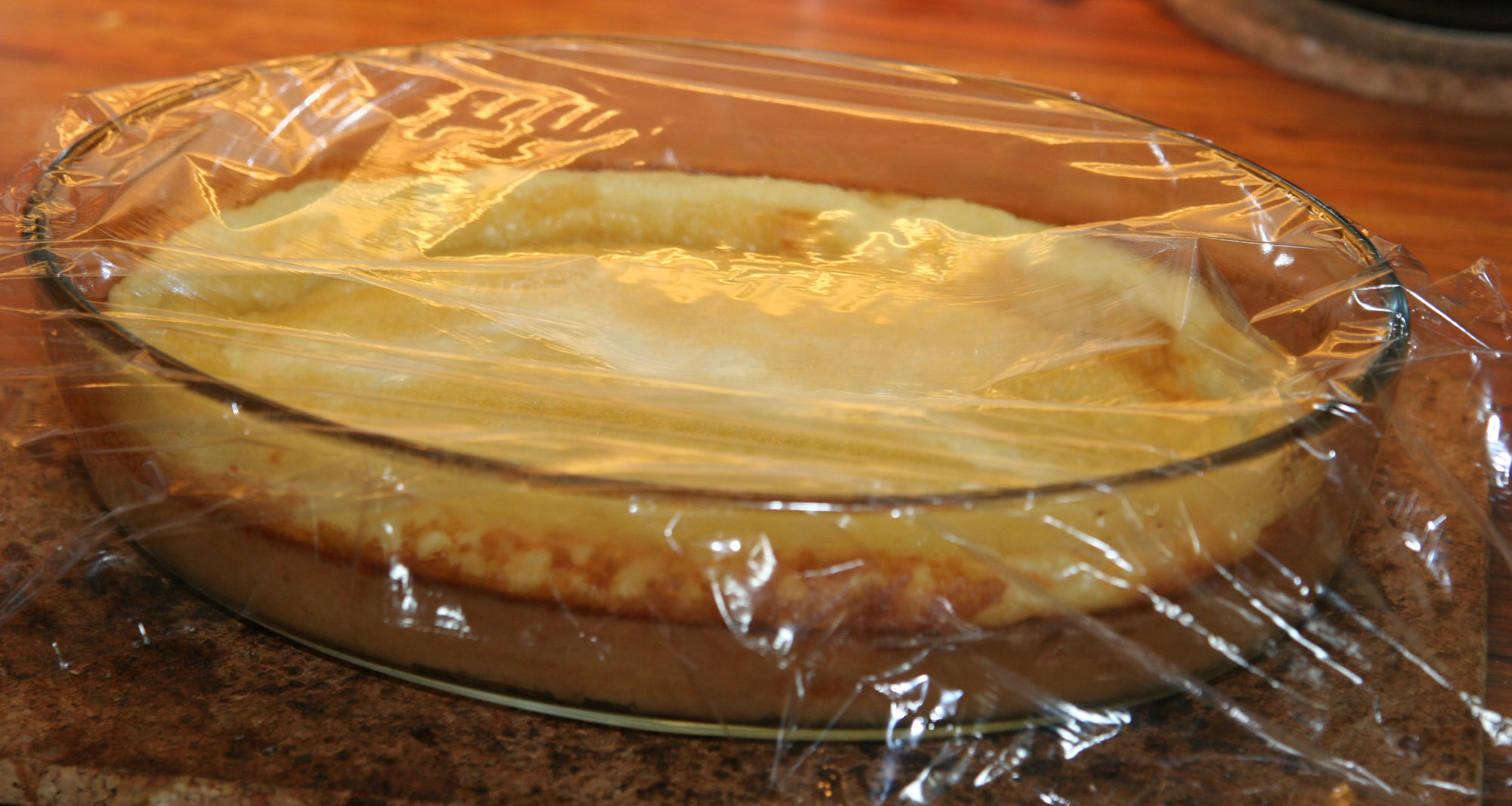
Huishoudfolie van dun plastic voor gebruik in een magnetron, 2007.

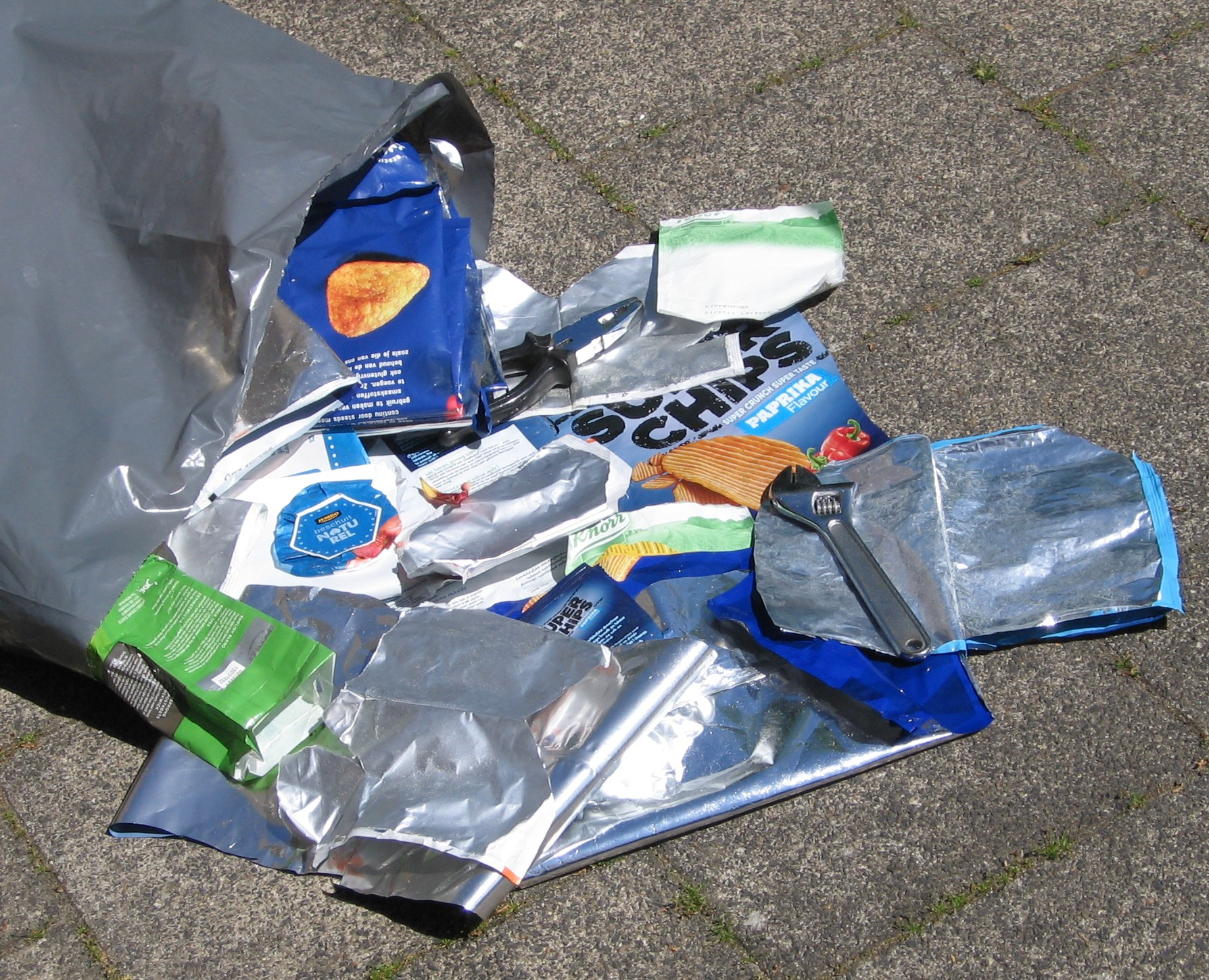
Diverse aluminium en plastic folie verpakkingen voor beschuit, chips, pinda's, soeppoeder en thee, Nederland 2020.

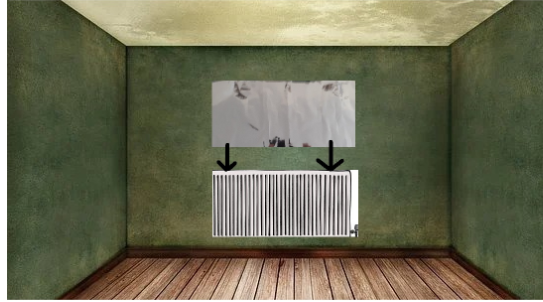
Radiatorfolie weerkaatst de warmtestraling van de radiator.

Folie (ook: foelie) is een dun, soms uiterst dun vel materiaal, vaak metaal of kunststof zoals plastic van polyetheen.

## Metaalfolie
Een metaalfolie is een dun vel metaal, meestal gemaakt door hameren of rollen. Ze worden het gemakkelijkst gemaakt van vervormbare metalen, zoals aluminium, koper, tin (in stanniool) en goud. Folies buigen onder hun eigen gewicht door en scheuren snel. Hoe buigzamer een metaal, des te dunner de folie die ervan gemaakt kan worden. Aluminiumfolie is bijvoorbeeld meestal ongeveer 0,03 mm dik, terwijl van goud, dat beter vervormbaar is dan aluminium, bladgoud van weinig atomen dik gemaakt kan worden (van de orde van 0,0001 mm, 100 nm). Extreem dunne folie moet met speciale borstels worden opgepakt, anders scheurt het meteen. Materiaallagen waarvan de dikte niet zichtbaar is met het menselijk oog en in de orde van micrometers tot fracties van nanometers vallen worden thin films genoemd.
Folie is nuttig in reddingsdekens, omdat het reflecterende oppervlak van de metaalfolie de uitstraling van lichaamswarmte vermindert en zo de kans op onderkoeling vermindert.

## Bekende folies
- aluminiumfolie
- bouwfolie en andere veelvoorkomende folies die toegepast worden in de bouw
- glasfolie
- huishoudfolie of vershoudfolie
- krimpfolie
- magnetronfolie
- noppenfolie
- radiatorfolie
- verffolie
- vijverfolie
- zilverpapier (stanniool, bladtin)
- bladgoud

## Verwerking
Folies van consumentenverpakkingen zoals chipszakken kunnen in Nederland niet verwerkt worden. Daarom worden ze niet apart ingezameld maar als restafval verbrand.